# Delirio d'amore
Pour plus de détails, voir Fiche technique et Distribution.
Delirio d'amore (espagnol : Pasión) est un film romantique hispano-italien réalisé par Tonino Ricci et sorti en 1977.

## Synopsis
Malgré la désapprobation de sa mère Bianca, Marina décide d'épouser Giulio qui, après le mariage, change de mode de vie et devient ingénieur dans l'entreprise familiale. Il y est souvent provoqué par son beau-frère Alberto, avec lequel il entretient une relation hostile. Lorsque Bianca tombe malade au cours d'une dispute avec Alberto au sujet de sa vie dissolue, Marina et Giulio partent, à la demande de leur mère, à la recherche de leur frère, qui a entre-temps disparu. Après avoir retrouvé Alberto dans une boîte de nuit, Giulio rencontre par hasard son amie Isabel, qu'il avait fréquentée dans le passé et avec laquelle il couche. Marina découvre l'adultère de son mari grâce à des photos montrées par Bianca : la fille ne croit pas sa mère et décide d'abord de ne pas aborder le sujet avec son mari.
Ils se disputent ensuite, mais Marina revient sur le conseil que lui avait donné Don Luigi et choisit de pardonner à son mari. Giulio apprend ensuite d'Aldo, l'oncle de Marina, que sa femme a caché à son mari qu'Isabel avait été payée par Bianca et Alberto pour mettre en péril leur mariage. Giulio décide alors de se rendre chez Isabel, où se trouve également Alberto, pour obtenir des éclaircissements sur son comportement : la femme lui révèle qu'elle a agi ainsi parce qu'elle était attirée par lui dans le passé. Pendant la conversation, l'arrivée d'Alberto provoque une bagarre entre les deux. Après la bagarre, Giulio et Marina font enfin la paix devant leur mère.

## Fiche technique
- Titre original italien : Delirio d'amore[1]
- Titre espagnol : Pasión[2]
- Réalisation : Tonino Ricci
- Scénario : José Maria Hernan, Peter Zudik, Giovanni Brusatori (de) (sous le nom de Conrad Bruegel)
- Photographie : Carlos Suárez
- Montage : Antonietta Zita (it)
- Musique : Franco Bixio, Fabio Frizzi, Vince Tempera
- Maquillage : 	Angelines Munoz, Ultimo Peruzzi
- Société de production : I.R.I. Cinematografica, Amanecer Films
- Pays de production :  Italie -  Espagne
- Langue originale : italien
- Format : couleurs
- Durée : 100 minutes
- Genre : film romantique
- Dates de sortie :
  - Italie : 1977

## Distribution
- María José Cantudo (es) : Marina
- Macha Méril : Bianca
- Sergio Sinceri : Giulio
- Máximo Valverde : Alberto
- Karin Well : Isabel
- Alfredo Mayo : Aldo
- Simone Mattioli
- Franca Stoppi
- Clara Urbina